# The Dark Poets
The Dark Poets sono un gruppo musicale breakbeat britannico, creato dal produttore underground elettronico James R. Hunter, che ne è anche cantante.

## Origini
I Dark Poets hanno iniziato ad essere conosciuti dal pubblico grazie alla partecipazione alla colonna sonora del film horror di Alex Chandon Cradle of Fear, famoso poiché vi ha recitato come protagonista Dani Filth, cantante del gruppo symphonic black metal britannico Cradle of Filth. Il gruppo ottenne così l'attenzione di Stevo Pearce, manager dell'etichetta discografica Some Bizarre Records, con la quale la band firmò un contratto nel 2006. La colonna sonora di Cradle of Fear è stata pubblicata in Gran Bretagna dalla Silvascreen Records, e negli Stati Uniti dalla Silva America Records.
Nel 2006 i Dark Poets sono apparsi sulla compilation della Some Bizarre Records intitolata Redefining the Prologue, partecipando con il brano thrash techno Crazy. La compilation ha ricevuto il favore della critica.

I Dark Poets sono tornati a lavorare con il regista Alex Chandon nel 2006, nel cortometraggio Borderline, vincitore del Premio Saatchi per il "Miglior regista esordiente" al Festival di Cannes 2007. Il cortomettraggio è attualmente utilizzato come promozione per le Olimpiadi di Londra 2012.

Nel 2007, Gary Lucas ha collaborato con i Dark Poets e James R. Hunter in un album prodotto dal manager della Some Bizarre Records, Stevo Pearce. Tale album presenta influssi drum and bass tendente al dark, tracce techno e collaborazioni rock, da ricordare il brano Prime Time, cantato dalla Hilliard e da Hunter. Sono inoltre presenti delle tracce e precedenti collaborazioni di Gary Lucas, come i due brani Grace e Mojo Pin insieme a Jeff Buckley, ed incluse nell'album di quest'ultimo Grace. È presente inoltre nell'album il remix di un brano del gruppo techno inglese The Grid. L'album, che ha preso il titolo di Beyond The Pale - Gary Lucas VS The Dark Poets, alla pubblicazione ha ricevuto responsi positivi dalla critica.

In seguito alla pubblicazione di Beyond the Pale, i Dark Poets hanno partecipato con il brano The judgement at midnight (originariamente tratto dalla loro precedente collaborazione con Gary Lucas) ad un'altra compilation doppio CD della Some Bizarre Records, intitolata The Only Failure is to Cease to Try.

La pubblicazione della compilation è stata seguita dalla partecipazione del gruppo ad un album di remix di alcuni brani del duo synthpop di Leeds Soft Cell, composto da Marc Almond e David Ball. Il nome dell'album era Heath: The Remixes, pubblicato dalle etichette discografiche Universal/Mercury/Some Bizzare, ed i Dark Poets hanno remixato la traccia Berries.
La collaborazione più recente dei Dark Poets è stata quella con la band londinese The Problem Being, con un remix del singolo Electro is Dead, pubblicato con l'etichetta discografica Departure Records. In alcuni MP3 presenti sui siti web iTunes ed Amazon.com, il brano è erroneamente intitolato The Dead Poets Remix.

## Formazione
- James R. Hunter
- Sarah Hilliard
- Leigh Dunning

## Discografia
- 2001 - Cradle of Fear (Colonna sonora) - Breakbeat Halloween e It Doesn't Matter (Silvascreen Records)
- 2006 - Redefining the Prologue (Compilation Some Bizzare) - Crazy
- 2008 - Some Bizzare Double Album (Compilation Some Bizarre) - The Judgement at Midnight
- 2008 - Beyond The Pale - Gary Lucas VS The Dark Poets - album - Some Bizarre Records
- 2008 - Heat The Remixes - Soft Cell (remix dei Dark Poets della traccia Barriers di Almond e Ball) - Some Bizzare Records/Universal Music
- 2009 - Some Bizarre Double Album The Only Failure is to cease to try - Gary Lucas VS The Dark Poets The Judgement at Midnight (Mix di From Dusk to Dawn) - Some Bizarre Records
- 2009 - Electro is Dead - The Problem Being (remix dei Dark Poets) Some Bizzare/Departure Records

## Colonne sonore
- 2001 Cradle of Fear - regia di Alex Chandon - Colonna sonora pubblicata con la Silvascreen Records
- 2006 Borderline - regia di Alex Chandon